# Torre di Casa Cumana
Der Torre di Casa Cumana war ein Aussichts- und Verteidigungsturm aus dem 15. oder 16. Jahrhundert an der Nordküste der Insel Ischia bei Perrone, einem Ortsteil von Casamicciola Terme. Heute dient er privaten Wohnzwecken.

## Geschichte
Der Turm wurde in der Zeit des Vizekönigtums Neapel errichtet, also nach 1491, da sich genau in dieser Zeit diese Art von Befestigungsanlagen mit quadratischem Grundriss in Süditalien ausbreitete; sie diente zur Entdeckung und Verteidigung gegen die Überfälle der Sarazenen. Es scheint, dass sie eine Art Wohnturm gewesen ist, auch wenn vermutlich die Wohnfunktion erst zu einem späteren Zeitpunkt dazukam; der Turm bildete einen Ausguck eines zusammenhängenden Verteidigungssystems mit La Guardiola in der Nähe des Hafens von Bagnitiello, dem Torre di Cacciutto an den Hängen des Hügels von Mortito und einem weiteren Turm, der sich nach der Karte von Cartaro von 1586 an der Küste befunden haben muss. Der Torre di Casa Cumana ist der einzige Turm dieses Verteidigungssystems, der bis heute erhalten ist.
Sicherlich war sein ursprünglicher Grundriss quadratisch, aber zu einem unbekannten, späteren Zeitpunkt wurde an der Westseite ein Baukörper angefügt, wodurch sich der umbaute Raum verdoppelte und das Gebäude ein deutlich rechteckiges Erscheinungsbild annahm. Bis zum Erdbeben am 28. Juli 1883 war das Gebäude in einem Stadium des fortgeschrittenen Verfalls; erst danach, als sich das gesamte Gebiet um den Turm in Folge der Verlagerung des Dorfes nach unten bevölkerte, wurde es renoviert und an das ursprüngliche Bauwerk, ebenfalls im Westen, ein weiterer, niedrigerer Baukörper angefügt, dessen Machart typisch für das 19. Jahrhundert war. Heute ist der gesamte Komplex ein privates Mietshaus.
Sowohl der ursprüngliche Kern als auch die später angebauten Gebäudeteile zeigen Reste von Basaltkonsolen, die den Zweck hatten, die Zinnen zu halten, die heute vollständig fehlen. Auch die Ecken bestehen aus lokalem Basalt. Der Zugang zum Gebäude liegt auf der Westseite.